# Richard Wolff (Geograph)

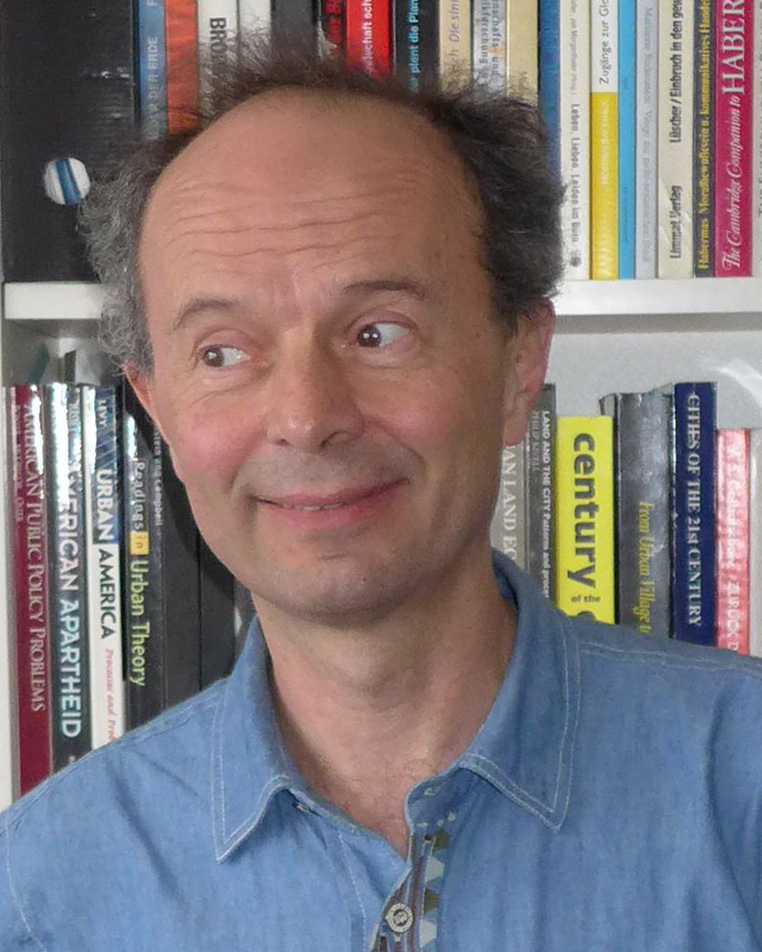
Richard Wolff (2013)

Richard Wolff (* 6. August 1957 in Erlenbach ZH; heimatberechtigt in Wettswil am Albis und Basel) ist ein Schweizer Geograph, Stadtsoziologe und Politiker. Er war Mitbegründer des Stadtforschungsnetzwerkes INURA, in dessen Rahmen er als Stadtentwicklungsforscher tätig war. Darüber hinaus war er Dozent für Stadtentwicklung an der Zürcher Hochschule für Angewandte Wissenschaften (ZHAW) in Winterthur. Er sass für die AL im Zürcher Gemeinderat und war auch beim Mieterverband und im VCS aktiv. Vom 1. Juni 2013 bis Anfang Mai 2022 war er Zürcher Stadtrat (Exekutive).

## Leben
Richard Wolff wurde 1957 als Sohn von Schweizer Eltern in Erlenbach im Kanton Zürich geboren. Der Vater Günter Wolff stammte aus einer jüdischstämmigen Fabrikantenfamilie im deutschen Stadtoldendorf und besuchte ab 1936 das Institut auf dem Rosenberg St. Gallen. Dessen Vater Richard Wolff wurde durch die Nationalsozialisten verhaftet, enteignet und ermordet. Eine Restitution der Fabrik nach Kriegsende scheiterte, Günter Wolff schloss in Deutschland ein Betriebswirtschaftsstudium ab, lernte seine zukünftige Frau, aus einer christlichen Beamtenfamilie stammend, kennen und zog mit dieser in die Schweiz.

### Kindheit und Jugend
Seine Kindheit verbrachte Richard Wolff, dessen Vater bei diversen Grossunternehmen tätig war, in verschiedenen Gemeinden im Raum Zürich sowie für zweieinhalb Jahre in Venezuela. Dort sah er sich als Jugendlicher erstmals mit grosser Armut und sozialen Ungleichheiten konfrontiert. Neben den Erfahrungen aus Venezuela und den Medienberichten über die 68er-Unruhen sowie den Vietnam-Krieg erfuhr Wolff seine Politisierung als Jugendlicher im Zürich nach 1968: Er «merkte, dass es auch noch eine andere Welt gibt als die, die man wahrnimmt, auch dass nicht alles so geregelt und langweilig sein muss, wie das bei unseren Eltern der Fall war. Der Alltag, die materiellen Güter – alles wurde relativiert. Wenn ich in Venezuela geblieben wäre, hätte ich diesen Aufbruch trotz Salsa und Fiesta wahrscheinlich nicht erlebt. Ich hätte vielleicht in den USA studiert und nachher bei einer Firma wie IBM gearbeitet.»

### Studien
Nach seiner Matura studierte Wolff Geographie und Ethnologie in Zürich. Unmittelbar bevor am 30. Mai 1980 die Opernhauskrawalle in Zürich ausbrachen, befand sich Wolff am Bob-Marley-Konzert im Hallenstadion und nahm ab dem darauffolgenden Tag an den weiteren Demonstrationen teil. Diese entzündeten sich am Beschluss des millionenschweren Ausbaus des Opernhauses, während den bereits länger bestehenden Forderungen nach einem Jugendkulturzentrum nie nachgekommen worden war. Die Auseinandersetzungen zwischen Jugendlichen und der Autorität dauerten bis 1982 und mündeten in der städtisch subventionierten Gründung der Roten Fabrik, wo Wolff sich über Jahre unter anderem als Vorstandsmitglied engagierte.
An der Universität gründete Wolff währenddessen gemeinsam mit anderen Geographie-Studenten die Gruppe «SAU – Senter for Applied Urbanism», die sich mit allen Aspekten der Stadtforschung und der Stadtentwicklung in Zürich beschäftigte. Diese diente auch als Basis für die Gründung des internationalen Netzwerks von Geographen und Stadtforschern, INURA (International Network for Urban Research and Action), im Jahr 1991. Als Resultat der siebten jährlichen INURA-Konferenz erschien 1998 das Buch Possible urban worlds: urban strategies at the end of the 20th century.

### Beruf
1999 wurde Wolff an der ETH Zürich mit der Dissertation «Popular Planning in King’s Cross, London: Kommunikative Vernunft im Stadtentwicklungsprozess» promoviert. Anschliessend verbrachte er ein Jahr als Gastdozent für Urban Sociology and Urban Planning an der University of Wisconsin in Green Bay. Ab 2000 war Wolff Dozent für Städtebau und Stadtentwicklung des Departements Architektur der Zürcher Hochschule für Angewandte Wissenschaften (ZHAW). Wolff leitete gemeinsam mit Philipp Klaus das Inura Zürich Institut, das für die öffentliche Hand sowie gemeinnützige Organisationen Konzepte und Expertisen zu Stadtentwicklungsfragen erstellt, städtische Gremien in Stadtentwicklungsprozessen begleitet sowie Kongresse, Seminare, Tagungen und Studienreisen organisiert, leitet und moderiert. So leitete Wolff beispielsweise seit 1998 die «Überparteiliche Arbeitsgruppe Zürich Nord», leitete und war zwischen 2002 und 2005 an den Quartieraufwertungsprozessen Idaplatz und Lindenplatz beteiligt. Ausserdem leitete er 2006/2007 die Organisation und Durchführung des Kongresses «100 Jahre gemeinnütziger Wohnungsbau» für den Schweizerischen Verband für Wohnungswesen, die Stadt Zürich und das Bundesamt für Wohnungswesen.

### Politik
2010 wurde Wolff als Kandidat der Alternativen Liste (AL) in den Zürcher Gemeinderat (Legislative) gewählt. Für die Stadtratsersatzwahlen am 7. März 2012 wurde Wolff von seiner Partei als Kandidat nominiert und trat in der Wahl gegen zwei bürgerliche Politiker an. Als seine Ziele nannte er mehr bezahlbare Wohnungen, einen Ausbau der Kinderbetreuung für alle, die Reduktion des Autoverkehrs sowie die Umsetzung der 2000-Watt-Gesellschaft in Zürich, die per Initiative bereits angenommen worden war. Er wurde nicht gewählt.
Bei der Stadtratsersatzwahl vom 3. März 2013 trat Wolff wieder an, erreichte aber wie alle anderen Kandidaten das absolute Mehr nicht. Im zweiten Wahlgang am 21. April 2013 distanzierte Wolff den favorisierten Kandidaten der FDP knapp und wurde als Nachfolger des zurückgetretenen Martin Vollenwyder (FDP) in die Exekutive der Stadt Zürich gewählt. Diese Wahl konnte er in den Gesamterneuerungswahlen 2014 und 2018 klar bestätigen. Von 2013 bis 2018 war er Vorsteher des Sicherheitsdepartements der Stadt Zürich und von 2018 bis 2022 Vorsteher des Tiefbau- und Entsorgungsdepartements. Bei den Stadtratswahlen 2022 trat Wolff nicht mehr an. Die neu in den Stadtrat gewählte Simone Brander (SP) übernahm sein Department am 4. Mai 2022.

### Privates
Wolff lebt heute in Zürich in einer Wohnung einer selbst mitgegründeten Wohnbaugenossenschaft zusammen mit seiner Partnerin und ist Vater von drei Söhnen.

## Schriften
- als Herausgeber: Possible urban worlds: urban strategies at the end of the 20th century. Birkhäuser, Basel/Boston/Berlin 1998.
- Popular Planning in King’s Cross, London: Kommunikative Vernunft im Stadtentwicklungsprozess. Dissertation, Eidgenössische Technische Hochschule Zürich, 1999, doi:10.3929/ethz-a-003824951.
- als Herausgeber mit Theo Ginsburg, Hansruedi Hitz, Christian Schmid: Zürich ohne Grenzen. Pendo Verlag, Zürich 1986, ISBN 3-85842-113-8.